# Монгольская футбольная федерация
Монго́льская футбо́льная федера́ция (монг. Монголын Хөлбөмбөгийн Холбоо) — организация, осуществляющая контроль и управление футболом в Монголии. Располагается в Улан-Баторе. МФФ основана в 1959 году, вступила в ФИФА и АФК в 1998 году. Также МФФ является членом Восточноазиатской футбольной федерации. Федерация организует деятельность и управляет национальной и молодёжными сборными. Под эгидой федерации проводятся соревнования в чемпионате страны. Женский футбол в Монголии не развит.

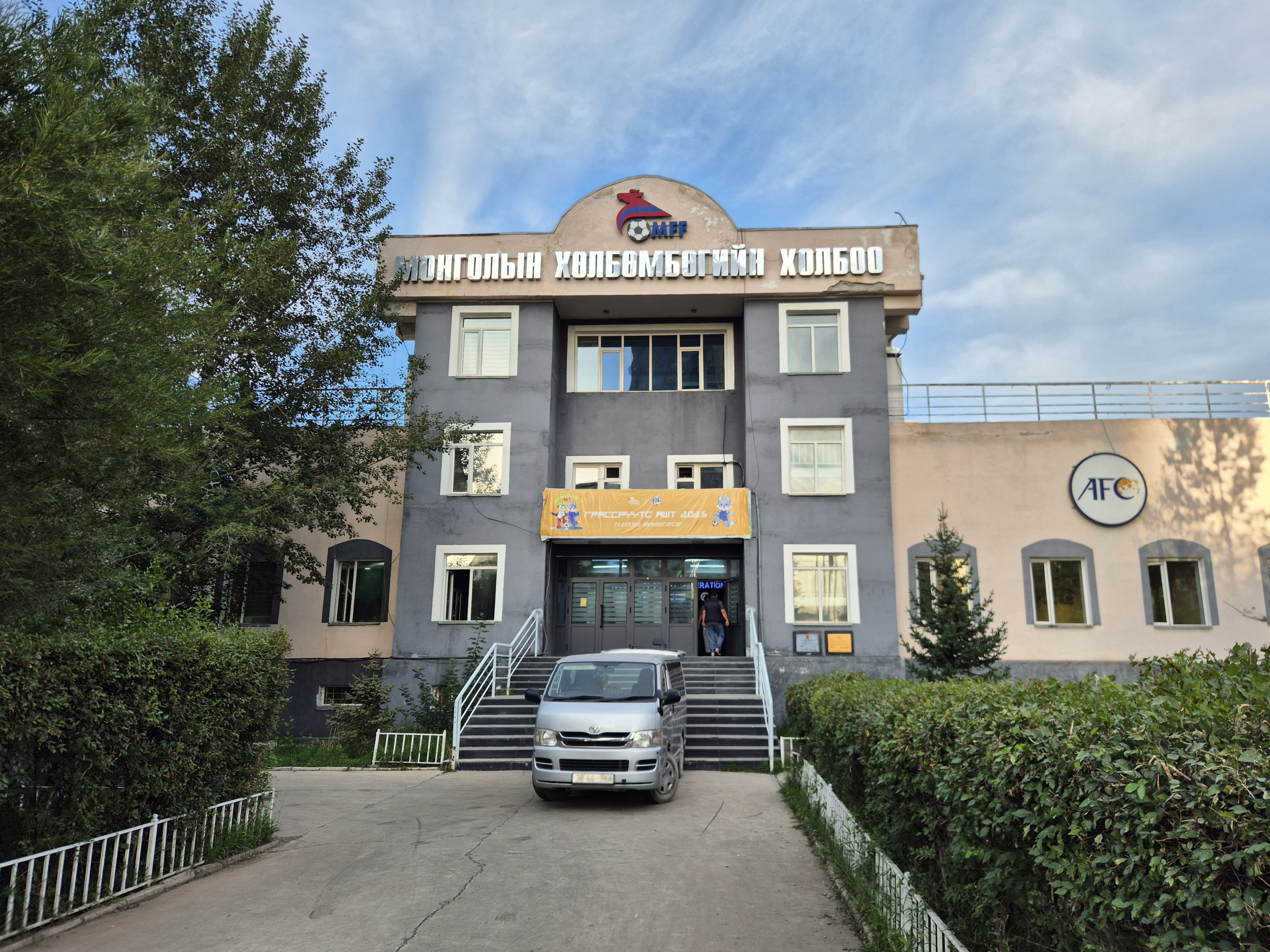
Главный офис Монгольской футбольной федерации